# Bree Van de Kamp
Bree Van de Kamp - postać fikcyjna, jedna z czterych głównych bohaterek serialu Gotowe na wszystko. Grała ją Marcia Cross, która otrzymała wiele prestiżowych nagród za swoją rolę, w tym nominację do Nagrody Emmy czy trzy nominacje do Złotego Globa.
Głównymi motywami postaci Bree są jej próby zachowania obrazu idealnego życia i rodziny, choć napotyka wiele przeszkód, między innymi śmierć małżonka, alkoholizm czy rozwód. Na przestrzeni serialu była żoną Rexa Van de Kampa (Steven Culp), Orsona Hodge'a (Kyle MacLachlan) oraz Tripa Westona (Scott Bakula).

## Charakterystyka
Bree Van de Kamp jest jedną z czterech głównych postaci serialu Gotowe na Wszystko. Urodziła się i dorastała w Rhode Island razem z ojcem, Henrym oraz z matką, Mrs.Mason, która zawsze była dla niej surowa. Po jej śmierci w wypadku samochodowym, jej ojciec poślubił przyszłą macochę Bree, Eleanor, z którą nigdy się nie dogadywała.. Z tego powodu, Bree poszła na studia do Lake Forest College w Chicago, a tam poznała swojego pierwszego męża - Rexa na spotkaniu koła Młodych Republikanów. Para zakochała się w sobie, a krótko po tym na świat przyszła dwójka ich wspólnych dzieci - Andrew i Danielle
Bree została napisana jako przesadzona i stereotypowa wersja amerykańskiej gospodyni domowej. Właśnie dlatego, w niektórych źródłach nazywa jest "ultra-spięta WASP". Mogą na to wskazywać jej poglądy polityczne (na przestrzeni serialu Bree wielokrotnie wspominała że jest Republikanką), czy to że posiada broń we własnym domu. Bree mieszkała na 4354 Wisteria Lane od początku serialu, gdzie dbała o swój ogród, w szczególności hortensje. 

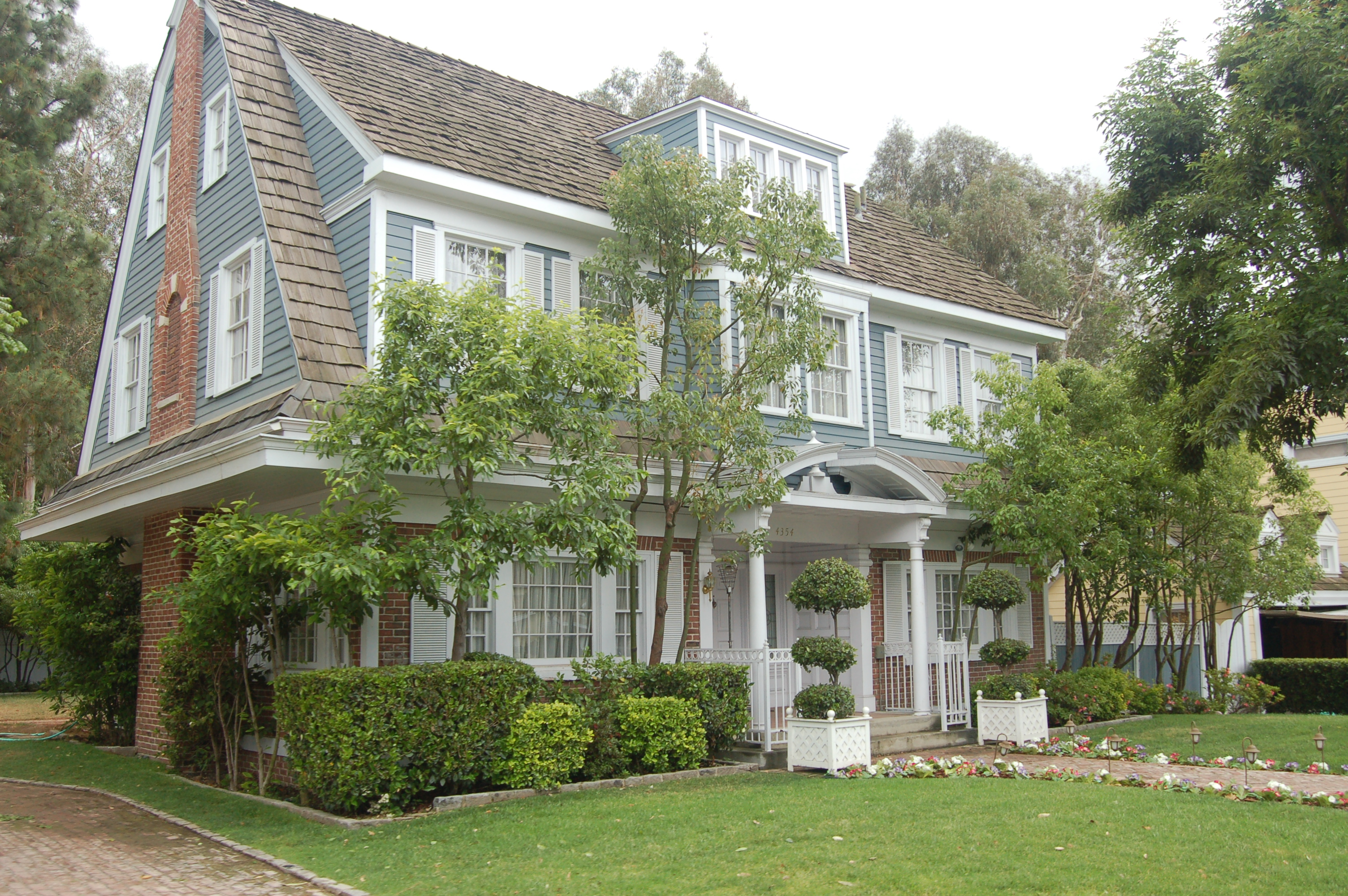
Dom Bree na Wisteria Lane

Dwa z trzech małżeństw zawartych przez Bree na przestrzeni serialu skończyły się rozwodem. (mimo że Rex zmarł na zawał, ogłosili oni już przed tym seperację). W trakcie rozpadu jej drugiego małżeństwa z Orsonem, wdała się w romans z Karlem Young, swoim adwokatem rozwodowym i byłym mężem swojej przyjaciółki Susan Mayer. Jednak, na koniec serialu poślubiła swojego trzeciego męża, Tripa Westona. 

### Problematyka postaci
Na przestrzeni serialu Bree borykała się z wieloma problemami. W sezonie drugim, wątki Bree do których zaliczała się walka z nałogiem alkoholowym czy konkflikt z nastoletnim synem, zostały pozytywnie odebrane i służyły jako główne motywy całego sezonu. Trzeci sezon również obracał się wokół wątków postaci Bree, głównie dotyczące jej nowego męża Orsona Hodge'a. 
W kolejnym sezonie jej konflikt z nową postacią, Katherine Mayfair, również był uważany za jeden z lepszych wątków. Po pięcioletnim przeskoku czasowym, widzowie mieli możliwość zauważyć przemianę Bree z perfekcyjnej pani domu na kobietę biznesu i autorkę książek kucharskich. Zmiany w jej charakterze postępują w sezonie 6, w którym Bree boryka się z paraliżem jej męża Orsona w połączeniu z rozpoczęciem romansu z Karlem Mayerem, byłym mężem jej przyjaciółki, Susan.

W finale sezonu, twórcy serialu ponownie postawili Bree w głównej roli, tym razem w zatuszowaniu mordestwa ojczyma Gabrielle co posłużyło jako motyw finałowej części serialu.

## Odbiór

### Krytycy
Zarówno postać Bree, jak i gra aktorska Marcii Cross zyskały uznanie krytyków oraz widzów serialu. W recenzji odcinka pilotażowego, Tim Goodman z magazynu San Francisco Chronicle opisuje Cross jako "prawie zbyt perfekcyjna jako spięta Bree" i podziwiał jej umiejętność "nadania postaci więcej odcieni niż tylko tego szalenie doskonałego". 
Wraz z rozpoczęciem drugiego sezonu, Bree była uznawana za najważniejszą postać serialu, zamiast postaci Susan Mayer, na której skupiono się w sezonie pierwszym. Mimo głosów o spadku jakości w drugim sezonie.
W trzecim sezonie, krytycy wskazywali na wzrost jakości w porównaniu z poprzednim sezonem, za zasługą gry aktorskiej Marcii Cross, a wielu z nich wskazywało na wyraźny brak jej postaci w drugiej połowie sezonu ze względu na ciążę aktorki.
Sezon czwarty rozpoczął się wątkiem fałszywej ciąży Bree, która cieszyła się sporą popularnością wśród widzów, jak i krytyków którzy wymieniali rolę Cross jako jeden z najmocniejszych punktów historii. Krytycy podziwiali jej balans między wątkiem komediowym a tym bardziej emocjonalnym i przygnębiającym. 
W sezonie siódmym, Bree jako nowo rozwiedziona kobieta poznaje Keitha Watsona - wątek, który został pochwalony przez krytyków, przez ukazanie bardziej pozytywnej i zabawnej strony Bree, która potrafi sie zrelaksować. 

### Nagrody
Marcia Cross zyskała szerokie uznanie za rolę Bree. Za jej pracę w drugim sezonie otrzymała Nagrodę Satelity (po jej drugiej nominacji i otrzymała nagrodę Screen Actors Guild jako część obsady w kategorii "Najlepszy zespół aktorski w serialu komediowym" w 2005 i w 2006 (w kolejnych dwóch latach otrzymała też nominację). 
W roku 2005 była nominowana do Nagrody Emmy w kategorii "Najlepsza aktorka w serialu komediowym" za jej rolę w odcinku szóstym pierwszego sezonu "Running to Stand Still". 
Uzyskała też nominację do nagród Złote Globy w kategorii "Najlepsza aktorka w serialu komediowym lub musicalu" za pierwsze trzy sezony serialu. W roku 2005 była nominowana również w kategorii "Indywidualne osiągnięcie w serialu komediowym" przez Television Critics Association.

## Ciekawostki
- Postać Bree Van de Kamp jest wzorowana na matce twórcy serialu, Marca Cherry'iego, natomiast cała rodzina miała przypominać tą, w której się wychowywał.[22]
- Początkowo, rolę Bree zaproponowano Danie Delany, która odrzuciła tę propozycję, ponieważ ta postać zbyt przypominała tą, która odgrywała w serialu Pasadena. Rolę Bree dostała Marcia Cross, natomiast Dana Delany zagrała rolę Katherine Mayfair, debiutując w 4 sezonie serialu.
- Bree jest jedyną z 4 głównych bohaterek serialu, która nie pojawiła się we wszystkich odcinkach "Gotowych na wszystko".
- Bree była pierwszą z głównych postaci, która została babcią.
- Bree jest jedyną z housewives, która nie spodziewała się dziecka na przestrzeni serialu. Co ciekawe jednak, z głównej obsady tylko Marcia Cross, odtwórczyni roli Bree była w ciąży.
- Zarówno Bree, jak i jej mąż Orson Hodge byli oskarżani o zabicie swoich poprzednich małżonków.